# Amenemopet Pairi
Amenemopet Pairi a déli országrész vezírje volt az ókori egyiptomi XVIII. dinasztia két fáraója, II. Amenhotep és IV. Thotmesz uralkodása alatt.
Apja Jahmesz-Humai, anyja Nub. Unokatestvére Szennofer, Théba polgármestere, akit feleségével, Szenetnaival együtt ábrázolnak Amenemopet thébai sírjában. Amenemopet felesége Weretmaatef volt, egy fiuk ismert, akit Paszernek hívnak, őt is ábrázolják apja thébai sírjában.
Épült számára egy sír Thébában, a Sejh Abd el-Kurna-i TT29, de a Királyok völgyében temették el, a KV48-ba. Ez egy díszítetlen sír a völgy délnyugati vádijában, közel Amenemopet uralkodója, II. Amenhotep sírjához, a KV35-höz. A KV48-ból előkerült több tárgy Amenemopet temetkezési kellékei közül, többek közt usébtik.